# John Cuff
John Cuff (1708 – 1772) è stato un ottico inglese.
John Cuff fu uno dei più importanti costruttori inglesi di strumenti scientifici (soprattutto ottici) del XVIII secolo. Perfezionò il microscopio composto a colonna laterale, realizzando uno strumento che avrebbe poi preso il suo nome e che segna una tappa fondamentale nella storia del microscopio.

## Biografia
Dopo l’apprendistato presso il fabbricante di strumenti ottici James Mann, nel 1737 John Cuff aprì la propria bottega di “Costruttore di occhiali e microscopi” in Fleet Street a Londra.
Non riuscì a ottenere l’affiliazione alla Royal Society. Tuttavia, nel 1740, in una riunione pubblica della Società, assistette alla presentazione dell’accessorio per microscopi inventato dal medico tedesco Johann Nathanael Lieberkühn, in seguito perfezionato dallo stesso Cuff.
Nel 1745 il naturalista svizzero Abraham Trembley, in visita a Londra, gli chiese di progettare un microscopio che rendesse più facile osservare le creature acquatiche in movimento: due anni dopo Cuff realizzò il “microscopio acquatico”.
Dopo che il naturalista Henry Baker si era lamentato con lui delle imperfezioni del microscopio tipo Culpeper, Cuff progettò e realizzò una nuova versione del microscopio composto che ebbe grande diffusione in tutta Europa, nonostante presentasse ancora forti aberrazioni cromatiche.
Nel 1750 Cuff dovette dichiarare bancarotta e nel 1758, dopo che Benjamin Martin aveva aperto un negozio proprio accanto al suo, abbandonò l’attività.